# Kondo Kenichi
Kenichi Kondo (sinh ngày 2 tháng 4 năm 1983) là một cầu thủ bóng đá người Nhật Bản.

## Sự nghiệp câu lạc bộ
Kenichi Kondo đã từng chơi cho FC Tokyo và V-Varen Nagasaki.